# Atletiek
Atletiek is een oude sport waar de sporters (atleten) individueel of in groepen (estafette) moeten presteren.
Atletiek wordt zowel op de weg, in het veld als op een atletiekbaan beoefend. Atletiek wordt wel 'de moeder der sporten' genoemd omdat het de menselijke basisbewegingen (lopen, springen, werpen) omvat.
Atletiekbanen zijn meestal ovaal gevormd met een binnenbaan van 400 meter lang. Op het middenterrein worden de werp- en springonderdelen beoefend. Er zijn banen van gras, sintels of kunststof.
Dit artikel gaat over de atletiek als wedstrijdsport, maar atletiek in brede zin omvat ook recreatieve vormen. De Atletiekunie in Nederland doet ook veel voor de loopsport, sportief wandelen en Nordic walking. Voor de loopsporters zijn er wel wedstrijden maar ook de zogeheten trimlopen, 'wedstrijden' waarbij geen uitslag wordt opgemaakt. Slechts een klein deel van degenen die hardlopen als eerste sport noemen, is daadwerkelijk lid van de Atletiekunie.

## Geschiedenis
Atletiek is een sport die oorspronkelijk nauw verbonden was met de Griekse klassieke Olympische Spelen, die vanaf 776 voor Christus om de vier jaar gehouden werden als onderdeel van een feest ter ere van de god Zeus. Het vijfdaagse programma bestond uit sportieve krachtmetingen en wedstrijden in de schone kunsten. De beste atleten kwamen tegen elkaar uit in een vijfkamp, die bestond uit de onderdelen hardlopen, verspringen, worstelen, speerwerpen en discuswerpen. De diverse onderdelen hadden veel minder regels dan nu.
Atletiek is samen met de zwemsport de oudste sport ter wereld. De Kretenzers (bewoners van Kreta) deden als eersten aan atletiek rond 1500 v.Chr. De moderne atletiek ontstond in Engeland aan het einde van de 17e eeuw. De eerste professionele wedstrijden vonden daar plaats in de vroege 19e eeuw. Atletiek was een onderdeel op de eerste moderne Olympische Spelen in 1896. Nu is de atletiek nog steeds de belangrijkste sport in de Olympische Spelen, maar de band tussen atletiek en de Olympische Spelen is wel losser geworden. Dit kun je merken aan het feit dat naast de Olympische Spelen nog een heleboel andere atletiekevenementen worden gehouden, zoals de jaarlijkse Europacupwedstrijden en de Wereldkampioenschappen atletiek, die voor het eerst plaatsvonden in 1983.

## Leeftijdsindeling
Bij grote wedstrijden wordt niet naar leeftijd gekeken, maar gaat het puur om de prestatie. Slechts een enkeling is zo getalenteerd dat hij of zij al op jonge leeftijd om de prijzen mee kan doen en daarom zijn er ook wedstrijden en kampioenschappen naar leeftijd, waar meer met gelijken gestreden kan worden. Internationaal zijn atleten junior/jeugd tot en met het jaar van de negentiende verjaardag; de overgang naar de senioren vindt plaats op 1 januari van het jaar waarin men twintig wordt. De onderverdeling van de junioren is niet internationaal vastgelegd en verschilt van land tot land. In Nederland en Vlaanderen is de onderverdeling als volgt, waarbij gekeken wordt naar het jaar waarin men negentien wordt, enzovoort. De doorschuiving bij de categorieën vindt in Nederland en Vlaanderen gemakshalve plaats per 1 november, omdat atleten dan de hele winter in dezelfde leeftijdsgroep trainen en wedstrijden doen. Voor records, ranglijsten en internationale kampioenschappen is 1 januari de grens.
| Nederland      | België     | Verjarend naar: |
| -------------- | ---------- | --------------- |
| Master         | Masters    | 35+ jaar        |
| Senior         | Senioren   | 20 t/m 34 jaar  |
| Junior-A (U20) | Junioren   | 18 en 19 jaar   |
| Junior-B (U18) | Scholieren | 16 en 17 jaar   |
| Junior-C       | Cadetten   | 14 en 15 jaar   |
| Junior-D       | Miniemen   | 12 en 13 jaar   |
| Pupil-A2       | Pupillen   | 11 jaar         |
| Pupil-A1       | Pupillen   | 10 jaar         |
| Pupil-B        | Benjamins  | 9 jaar          |
| Pupil-C        | Benjamins  | 8 jaar          |
| Minipupillen   | Kangoeroes | 7 of jonger     |

Om de stap van junioren naar senioren wat te verzachten zijn er internationale kampioenschappen voor neo-senioren (in België 'beloften' genoemd) ingevoerd. Talenten die bij de junioren in de top meededen, bleken namelijk bij de senioren soms hun motivatie te verliezen, omdat ze niet meer zo in de schijnwerpers stonden, terwijl ze na een paar jaar trainen opnieuw tot de top zouden kunnen behoren. Neo-senior is men in de jaren waarin de 20e, 21e en 22e verjaardag vallen. In Nederland zijn er geen, maar in België wel aparte kampioenschappen voor deze categorie.
Het omgekeerde gebeurt bij het ouder worden. Er komt een moment dat jongere atleten altijd sterker zullen blijken te zijn. Om toch met gelijken te kunnen strijden, is de mastersatletiek (voorheen veteranen genoemd, maar dat had te veel een militaire bijklank) ingevoerd. Master is men vanaf de 35e verjaardag en de overgang naar een volgende vijfjaarsklasse gebeurt op de verjaardag zelf.

## Onderdelen
Veel atletiekwedstrijden vinden plaats op een speciale atletiekbaan; in de winter wordt ook op indoorbanen atletiek bedreven. Daarnaast zijn er wedstrijden op de weg (stratenlopen of wegwedstrijden genoemd) en in het vrije veld (veldlopen of cross(country)). Bij grote kampioenschappen vinden de marathon en de langere snelwandelwedstrijden op de weg plaats, maar start en finish liggen vaak op de atletiekbaan.
Er zijn 24 olympische atletiekonderdelen. Deze worden onderverdeeld in looponderdelen, springonderdelen, werponderdelen en meerkampen. Bij de looponderdelen is er het onderscheid tussen de gewone looponderdelen, de hindernislopen, de estafettes en het snelwandelen.

### Looponderdelen
Sommige looponderdelen worden zelden beoefend, ook al erkent World Athletics wereldrecords op die afstanden. De courante, meest gelopen afstanden, kennen de sterkste records; op incourante afstanden staan de records een beetje of heel veel zwakker. De courante afstanden zijn:
- 60 m (indoor)
- 100 m
- 200 m
- 400 m, vormt de overgang van sprint naar middenafstand
- 800 m
- 1500 m
- 3000 m, vormt de overgang van midden- naar lange afstand
- 5000 m
- 10.000 m
- halve marathon op de weg
- marathon (42,195 km) op de weg
- 50 km op de weg
- 100 km op de weg; alles voorbij de marathon heet ultraloop.

Incourante(re) afstanden waarvoor door World Athletics records worden bijgehouden, zijn de volgende. Indoor: 50 m. Outdoor op de baan: 1000 m, Engelse mijl (1609,344 m = 1 Engelse mijl), 2000 m en uurloop. Op de weg: Engelse mijl, 5 km, 10 km.
Afgeschafte records zijn: 20.000 m, 25.000 m en 30.000 m op de baan en 15 km, 20 km, 25 km en 30 km op de weg.

### Hindernislopen
- 60 m horden alleen indoor
- 100 m horden (vrouwen)
- 110 m horden (mannen)
- 200 m horden (incourant)
- 400 m horden
- 3000 m steeple

Incourant is de 50 m horden indoor.

### Snelwandelen
- 3000 m snelwandelen indoor (vrouwen)
- 5000 m snelwandelen indoor (mannen)
- 10.000 m snelwandelen op de baan (vrouwen)
- 20.000 m snelwandelen op de baan
- 20 km snelwandelen op de weg
- 30.000 m snelwandelen op de baan (mannen)
- 30 km snelwandelen op de weg (mannen)
- 50.000 m snelwandelen op de baan (mannen)
- 50 km snelwandelen op de weg (mannen)

### Estafettes
- 4 x 100 m estafette (niet indoor)
- 4 x 200 m estafette
- 4 x 400 m estafette
- 4 x 800 m estafette
- 4 x 1500 m estafette (niet indoor)
- Ekiden op de weg, een marathon in estafettevorm.
- Zweedse estafette 1e loper 400 meter, 2e 300 meter, 3e 200 meter, 4e 100 meter

### Springonderdelen
- hoogspringen
- polsstokhoogspringen
- verspringen
- hink-stap-springen

### Werponderdelen
- balwerpen alleen voor benjamins en pupillen.
- vortexwerpen vervanging van balwerpen voor pupillen c en pupillen b
- kogelstoten vanaf pupillen b en 9-jarige benjamins
- discuswerpen niet indoor vanaf junioren / miniem/ pupillen
- speerwerpen niet indoor vanaf junioren / miniem.
- kogelslingeren, ook wel hamerslingeren genoemd, niet indoor vanaf Junioren C / cadetten
- gewichtwerpen vooral door masters, maar ook bijvoorbeeld bij de Amerikaanse indoorkampioenschappen.
- slingerbalwerpen

### Meerkampen
- vijfkamp indoor (pentatlon, vrouwen)
- zevenkamp indoor (heptatlon, mannen)
- zevenkamp outdoor (heptatlon, vrouwen)
- tienkamp outdoor (decatlon, mannen)
- veertienkamp outdoor (dubbel heptatlon)
- twintigkamp outdoor (dubbel decatlon)

### Overige
Naast de officiële onderdelen worden er soms wedstrijden gehouden op allerlei andere afstanden en onderdelen, te veel om op te noemen. Zo sprint de jongste jeugd over 40 m en oudere jeugd over 60 m en 80 m. Ook de andere afstanden worden bij de jeugd veelal iets ingekort; bij de masters is dat eveneens soms het geval (80 en 300 m horden). In landen zonder het metrieke stelsel worden nog wel wedstrijden gelopen over bijvoorbeeld 100 yards (91.44 m) of 3218 m (twee Engelse mijl). Verder zijn er dubbele meerkampen, namelijk de veertienkamp voor vrouwen en de twintigkamp voor mannen of vrouwen, met daarin ook de afgeschafte 200 m horden. Er is de bliksemmeerkamp, een zevenkamp of tienkamp die binnen het uur afgewerkt moet worden, er zijn exotische estafettes als de 10x100 m estafette en Zweedse estafette (400m-300m-200m-100m). Bij de jeugd bestaat het softbalwerpen als voorbereiding op het speerwerpen, terwijl werpers het gewichtwerpen hebben bedacht om ook een werpvijfkamp te kunnen doen. De ultralopers houden wedstrijden over vele afstanden, tot 1000 mijl (1609 km).

## Wedstrijden
Het aanbod atletiekwedstrijden bestaat grotendeels uit eendaagse wedstrijden en meerdaagse kampioenschappen. De eendaagse wedstrijden, of meetings, zijn vaak onderdeel van nationale of internationale circuits, vooral betreffend bij topsport. Zo zijn de belangrijkste meetings, waaronder de twee belangrijkste meetings uit de Benelux, de Memorial Van Damme en Fanny Blankers-Koen Games, onderdeel van de IAAF Diamond League of de IAAF World Challenge, twee circuits die worden gemonitord door de IAAF. Vergelijkbare circuits zijn er ook op continentaal, nationaal en regionaal niveau. Naast circuits voor baanatletiek zijn er ook series wedstrijden voor onder andere meerkampen, veldlopen, wegwedstrijden en snelwandelen. Deze circuits worden vaak georganiseerd onder auspiciën van een internationale of nationale atletiekbond. Bij de breedtesport zijn eendaagse wedstrijden vaak instuiven die niet bij een circuit horen. Bij een instuif is de prestatie meestal het belangrijkst en doet de uiteindelijke klassering er minder toe.
Naast de meetings waar atleten individueel strijden zijn er ook wedstrijden waar er individueel prestaties worden geleverd die bijdragen aan een ploegenklassement. Vaak worden prestaties van verschillende onderdelen bij elkaar opgeteld door middel van hetzelfde puntensysteem gehanteerd bij de meerkamp of door middel van punten gebaseerd op plaatsering. Voorbeelden van dit soort wedstrijden zijn de Nederlandse eredivisie atletiek, de IAAF Continental Cup en de Europacup 10000m.
Een derde soort atletiekwedstrijden zijn kampioenschappen. Deze worden eveneens op verschillende niveaus variërend van regionaal tot internationaal gehouden. Meestal zijn dit kampioenschappen voor een bepaald grondgebied, maar het kunnen ook kampioenschappen voor een bepaalde groep mensen zijn zoals de wereldkampioenschappen voor studenten, en de Spelen voor Franssprekenden. Sommige kampioenschappen zijn multisportevenementen.

### Recente atletiekkampioenschappen
- Olympische Spelen, Rio de Janeiro, 12-21 augustus 2016
- EK, Amsterdam, 6-10 juli 2016
- WK indoor, Portland, 17-20 maart 2016
- WK, Londen, 4-13 augustus 2017
- EK indoor, Belgrado, 3-5 maart 2017

### Belangrijkste jaarlijks terugkerende wedstrijden (Benelux)
- NK Atletiek
- BK Atletiek
- Memorial Van Damme, Brussel
- Nacht van de Atletiek, Heusden-Zolder
- Nijmegen Global Athletics, Nijmegen
- NK Indoor, Apeldoorn
- Crosscup Brussel
- Fanny Blankers-Koen Games, Hengelo
- Nelli Cooman Games, Stadskanaal
- Papendal Games, Arnhem
- Nationaal Baancircuit
  - Ter Specke Bokaal, Lisse
  - Gouden Spike, Leiden
  - Arena Games, Hilversum